# Max Kilman
Maximilian William Kilman (ur. 23 maja 1997 w Londynie) – angielski piłkarz ukraińskiego pochodzenia, występujący na pozycji obrońcy w angielskim klubie West Ham United. 
Wychowanek Fulham, w trakcie swojej kariery grał także w takich zespołach, jak Welling United, Maidenhead United oraz Marlow. Dwudziestopięciokrotny reprezentant Anglii w futsalu.